# 吕克维尔
吕克维尔（法語：Rucqueville，法語發音：[ʁykvil] ⓘ）是法国卡尔瓦多斯省的一个旧市镇，属于卡昂区。2017年，吕克维尔与临近的3个市镇合并为新市镇贝桑地区穆兰。

## 地理
吕克维尔（49°15'23"N, 0°35'2"W）面积2.63 平方千米，位于法国诺曼底大区卡爾瓦多斯省，该省份为法国西北部沿海省份，北濒大西洋英吉利海峡，东北与滨海塞纳省以海上边界相接，东临厄尔省，南至奧恩省，西与芒什省接壤。
与吕克维尔接壤的市镇（或旧市镇、城区）包括：库隆、瑟勒河畔埃凯、马尔特拉尼、圣加布里埃尔-布雷西、瑟勒河畔沃。

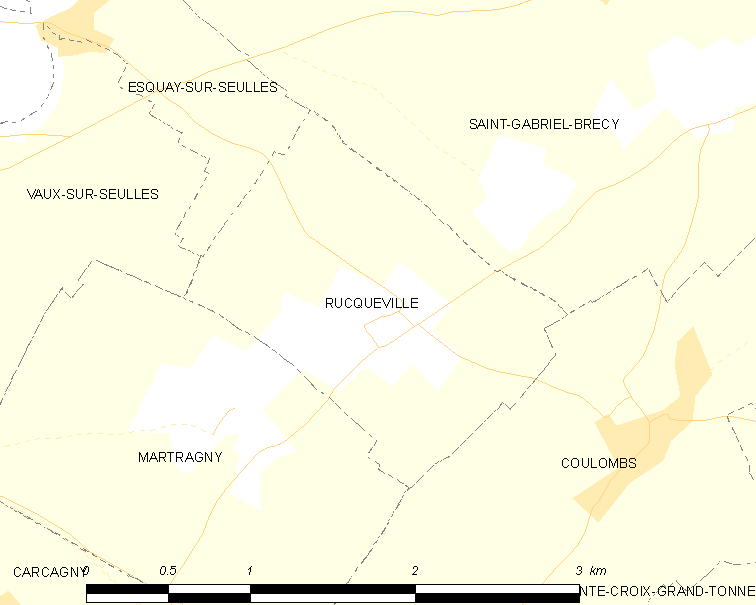
吕克维尔的OSM定位图

吕克维尔的时区为UTC+01:00、UTC+02:00（夏令时）。

## 行政
吕克维尔的邮政编码为14480，INSEE市镇编码为14548。

## 政治
吕克维尔所属的省级选区为蒂和米县。

## 人口

1962-2008年间吕克维尔人口变化图示

吕克维尔于2018年1月1日时的人口数量为166人。